# Young Kira
Young Kira [jʌŋ ˈkiɹɑː] (bürgerlich Nikolaos Rafael Kagiampinis; * 1993) ist ein deutscher Hip-Hop-Produzent und Rapper. Er ist Mitglied des Künstlerkollektivs Westghost Clique und veröffentlichte unter anderem Produktionen mit Money Boy, Capital Bra, Prinz Pi, Sierra Kidd, LGoony und TJ_beastboy. Sein Producer-Tag lautet „Kira on the phone“.

## Karriere
Nikolaos Kagiampinis wuchs als Sohn eines Griechen mit einem älteren Bruder († 2021) in Lörrach bei Basel auf. Ende der 2000er-Jahre sammelte er erste Rap-Erfahrungen, indem er zunächst an Freestyle-Rap-Sessions im örtlichen Kulturzentrum „Altes Wasserwerk“ teilnahm und später selbst Battles für Jugendliche organisierte. Sein Interesse für das Dubstep-Genre motivierte ihn dazu, eigene Tracks zu produzieren. Der ursprüngliche Dubstep-Produzent Thani, mit dem er häufig zusammenarbeitet, fungierte für ihn als maßgebliches musikalisches Vorbild. Den Künstlernamen Young Kira wählte er in Anlehnung an den Protagonisten der Anime-Fernsehserie Death Note, Light Yagami, genannt Kira. Zusammen mit seinen Jugendfreunden Ivan Lovric alias Navy Westghost und Young Mokuba sowie Leroy Westghost und dem Visual Jockey Karlifetz schloss er sich zum Rap-Kollektiv Westghost Clique zusammen.
Im Dunstkreis der Glo Up Dinero Gang (GUDG) um Money Boy, mit dem Young Kira seit circa 2013 in Kontakt steht und erst seitdem eigene Rapmusik veröffentlicht, und der Hip-Hop-Formation Dat Adam, mit deren Mitgliedern Taddl und Ardy er sich über den Kurznachrichtendienst Twitter bekannt machte, gewann der Newcomer an Bekanntheit. Seine auf YouTube veröffentlichte Single Purple Rain war mit weit über 100.000 Aufrufen bis August 2015 ein erster größerer Erfolg. 2016 traten die Westghosts als Vorgruppe auf der ersten Space-Camp-Tour von Dat Adam auf, anschließend waren sie Teil der Space-Camp-2017-Tour. Nachdem Young Kira schon längere Zeit angekündigt hatte, ein nach der Yu-Gi-Oh!-Sammelkarte benanntes Debüt-Mixtape Raigeki Vol. 1 veröffentlichen zu wollen, erschien 2017 sein Album Six Feet Thunder, auf dem sich ein Track mit dem Titel Raigeki befindet. Das Money-Boy-Album Alles ist Designer (2016) produzierte er wesentlich mit.
Nach der Auflösung von Dat Adam produzierte er eine Vielzahl von Werken des nunmehr als TJ_beastboy auftretenden Taddl, darunter im Jahr 2019 die EP Hyperreal-Ravelord, deren Track 1000x Cooler, sich in den deutschen Singlecharts platzieren konnte und zu einer Auszeichnung des Interpreten und Produzenten mit einer Goldenen Schallplatte führte.

## Rezeption
Sascha Ehlert befand 2015 im Vice-Magazin, dass es Young Kira „außergewöhnlich gut“ gelinge, „seine aus Anime-Referenzen, Turnup-Sprech und Cloudrap-Sound zusammengesetzte Welt mit ziemlich eingängigen Hooks und mehr als ansehnlichen Rap-Skills zu veredelen“.
Für die Badische Zeitung beschreibt Michael Fritsche 2017 Young Kiras Songs – durch den Dub Step und US-amerikanischen Rap beeinflusst – als „gespickt mit Anglizismen“ und den „amerikanischen Sprachrhythmus“ imitierend. Mit „ernste[r] Ironie“ und „popkulturelle[m] Synkretismus“ bringe er seine „Missachtung jeglicher Codes und Konventionen [zum Ausdruck], ohne dass er je in den Duktus des Tabubrechers verfiele“. Stilprägend seien „Gangster-Rap-Methoden ohne Gewaltphantasie“.

## Diskografie als Interpret

### Studioalben
- 2017: Six Feet Thunder (RecordJet)

### Singles
- 2014: Shaniqua (feat. Money Boy)
- 2015: Purple Rain
- 2015: Grind
- 2015: Octopus
- 2015: Biggie & Pac
- 2015: DEJAVU (feat. Leroy Westghost)
- 2015: Swaggy Or Nah (feat. Young Mokuba, LGoony)
- 2016: Motorola Razr (Auf Achse)
- 2017: 23 Shots (feat. Young Mokuba)
- 2019: Cayman Islands (feat. Curly, Young Mokuba, Navy Westghost)
- 2020: GENKiDAMA (feat. Navy Westghost)
- 2020: Vroom Vroom (feat. Navy Westghost)

### Gastbeiträge
- 2015: Lobby von LGoony
- 2016: Alles ist Designer von Money Boy
- 2017: Warum nich von Curly
- 2017: 9Leben von TJ_beastboy und Mary Man (feat. Young Mokuba)
- 2018: System Off von Navy Westghost
- 2019: Mond von Prinz Pi
- 2019: W1NNER von TJ_beastboy
- 2020: Highlife von LGoony
- 2022: MEGAMAN von Young Mokuba
- 2022: Deadzon von EWERNEL (russisch)
- 2023: Zwambo Anthem von Money Boy
- 2023: Hustle King von Money Boy
- 2024: schwarze orchideen von Navy Westghost
- 2024: ERROR von TJ_beastboy

## Diskografie als Produzent (Auszug)

### Chartplatzierungen

#### Singles
| Jahr | Titel Interpretation     | Höchstplatzierung, Gesamtwochen, AuszeichnungChartplatzierungen (Jahr, Titel, Interpretation, Platzierungen, Wochen, Auszeichnungen, Anmerkungen) | Höchstplatzierung, Gesamtwochen, AuszeichnungChartplatzierungen (Jahr, Titel, Interpretation, Platzierungen, Wochen, Auszeichnungen, Anmerkungen) | Höchstplatzierung, Gesamtwochen, AuszeichnungChartplatzierungen (Jahr, Titel, Interpretation, Platzierungen, Wochen, Auszeichnungen, Anmerkungen) | Anmerkungen                                                |
| Jahr | Titel Interpretation     | DE | AT | CH | Anmerkungen                                                |
| ---- | ------------------------ | --- | --- | --- | ---------------------------------------------------------- |
| 2019 | 1000x Cooler TJ_beastboy | DE89 Gold · (5 Wo.)DE | — | — | Erstveröffentlichung: 18. Oktober 2019 Verkäufe: + 200.000 |

### Weitere Titel
- 2015: Dein von Sierra Kidd (mit Dorincourt)
- 2015: Fan von Dir von Sierra Kidd
- 2016: Never Growin’ Up von Dat Adam (mit Thani)
- 2016: Alles ist Designer von Money Boy
- 2018: FLiP iT/SKiP iT von TJ_beastboy (mit Thani)
- 2019: Take the Lead von TJ_beastboy
- 2019: Die Coolsten! von TJ_beastboy (mit shvde)
- 2019: (Party) CRASHER von TJ_beastboy (mit Thani)
- 2019: Benny Blanco von Money Boy
- 2019: bubble von lulu
- 2019: piu piu von lulu (mit Thani)
- 2019: mich zu wehren faellt mir schwer von wavvyboi
- 2020: Drip Drop von Money Boy (mit shvde)
- 2020: Highlife von LGoony
- 2020: All in von LGoony (mit shvde)
- 2020: $W4G von TJ_beastboy
- 2021: 50s 100s von Money Boy
- 2022: Blutmond von Becks (mit Thani)
- 2024: Parkbank von Beyazz (mit Fewtile)